# Bandeira de Campos Novos
A Bandeira de Campos Novos é um dos símbolos oficiais do município brasileiro supracitado, localizado no interior do estado de Santa Catarina. Constitui-se do brasão municipal posicionado ao centro de um retângulo com três faixas horizontais; duas azuis e uma branca, ao meio.
Foi oficializada através do artigo 2.º da Lei n.º 229, de 1959. O azul representa o céu e as águas da cidade e o branco representa a paz.